# Claire’s
«Claire's» (произносится Клэр'c) — американская компания, одна из крупнейших в мире по обороту среди продающих товары и услуги. Штаб-квартира расположена в Хоффман-Эстейтс (штат Иллинойс).

## История
Компания «Claire's» была создана в 1961 году. 
В 1995 году «Claire's» приобрела опцион на покупку «Bow Bangles», британской сети с 71 магазином в Англии, Уэльсе и Шотландии. 